# Gropeni (okręg Suczawa)
Gropeni (ukr. Гропени, Hropeny) – wieś w Rumunii, w okręgu Suczawa, w gminie Bălcăuți. W 2011 roku liczyła 373 mieszkańców.